# Ralph Spearow
Albert Ralph Spearow, né le 3 octobre 1895 à LaGrange et mort le 17 décembre 1980 à Portland, est un athlète américain, spécialiste du saut à la perche. Record du monde, non ratifié, en 1924 à Tokyo.

## Biographie
Ralph Spearow excelle non seulement dans le saut à la perche mais aussi dans le saut en longueur et le saut en hauteur. Il est l'un des premiers sauteurs à franchir 3,96 m (13 pieds) en 1920. Pasteur et agent d'assurance après sa carrière.

## Carrière
La meilleure année de Spearow est 1924, quand il a bat le record de la National Collegiate Athletic Association avec un saut à 4,03 m et se qualifie pour les Jeux olympiques d'été de 1924 à Paris. Ses compatriotes Lee Barnes, Glen Graham et James Brooker sont qualifiés avec lui avec un saut à 3,96 m. Sur place, Spearow fait de bonnes tentatives à 4,06 m passant deux fois sur la barre et en l'absence du détenteur du record du monde de Charles Hoff, il est favori. Malheureusement, il se blesse à la cheville à l'entraînement avant la compétition et ne finit que 6e, tandis que les trois autres Américains prennent les trois médailles.
Il était affilié à l'université de l'Oregon. Son record personnel et officiel est 4,11 m établi le 13 juin 1924.

### Record du monde non ratifié
Après les Jeux olympiques, Spearow part en tournée au Japon avec plusieurs autres athlètes invités pour l'inauguration du Meiji Jingu Stadium à Tokyo. Le 5 novembre, il bat le record du monde d'un centimètre en passant la barre des 4,22 m. Ce record n'a jamais été ratifié par l'IAAF. Plusieurs hypothèses : pour le journal finlandais Suomen Urheilulehti le lanceur de javelot Jonni Myyrä présent sur les lieux atteste que la barre n'était qu'à 4,19 m après vérification où selon le journaliste Martti Jukola toujours d'après Myyrä, se serait un quatrième saut hors concours (courant à l'époque). Pour le journal norvégien Idrottsliv, il aurait réussi au troisième essai puis tenté une barre à 4,27 m. Dans le livre de Kenny Moore Bowerman et les hommes de l'Oregon, Bill Bowerman rapporte que son coach Bill Hayward a dit qu'il a bien réussi mais que l'AAU ne lui aurait pas délivré de permis de voyage officiel et donc empêché une ratification. À l'époque de nombreux journaux français attestent d'un nouveau record du monde.